# Převzetí moci nacisty

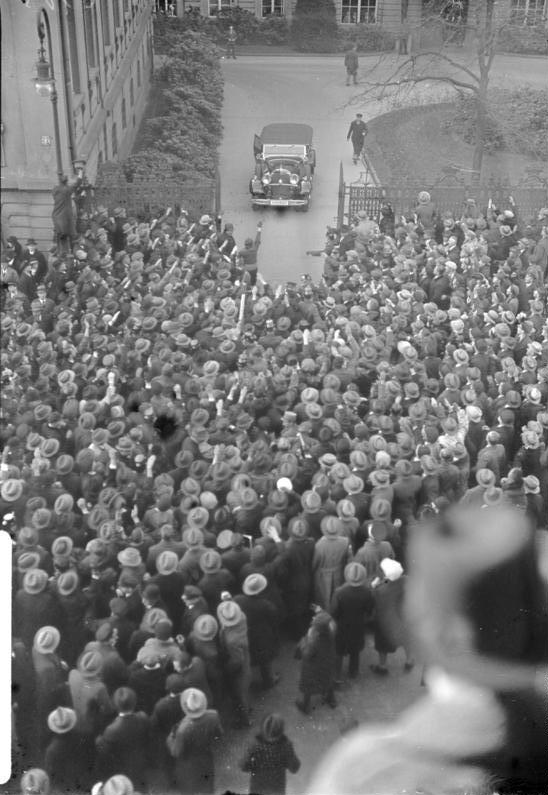
Berlín, 30. ledna 1933, 12:40. Adolf Hitler ve voze opouští říšské kancléřství po svém jmenování kancléřem.

Převzetí moci nacisty (používají se i německé výrazy Machtergreifung, uchopení moci, nebo Machtübernahme, převzetí vlády/moci; historici užívají také neutrálnější předání moci či přenesení moci) v Německu začalo 30. ledna 1933, kdy se kancléřem Německa stal Adolf Hitler. Ten následně s pomocí své strany NSDAP prosadil přerod demokracie v diktaturu. Tím začal nacistický režim.
Adolf Hitler byl 30. ledna 1933 jmenován prezidentem Hindenburgem jako říšský kancléř koaliční vlády národního sjednocení, ve které nacisté tvořili menšinu. Nacionální socialisté slavili 30. leden jako Den národního povstání, tedy jako počátek jejich převzetí vlády v zemi.